# 汉娜·苏霍茨卡
汉娜·斯坦尼斯瓦娃·苏霍茨卡（波蘭語：Hanna Stanisława Suchocka，發音：[ˈxanna suˈxɔt͡ska] ⓘ；1946年4月3日—）是一位波兰政治人物，律师，波兹南密茨凯维奇大学教授和宪法法律系主任以及前威尼斯委员会第一副主席。威尼斯委员会名誉主席。
她曾于1992年7月8日至1993年10月26日期间担任莱赫·瓦文萨总统政府的总理。她是波兰第一位女总理（此后还有埃娃·科帕奇和貝婭塔·席多）也是全世界第十四位女总理。